# 斯帕斯科耶农村居民点 (沃罗涅日州)
斯帕斯科耶农村居民点（俄语：Спасское сельское поселение）是俄罗斯联邦沃罗涅日州上哈瓦区所属的一个农村居民点。其下辖有8个居民点，行政中心为维什涅夫卡。据2016年统计，该农村居民点的人口为1415人。